# اسلام‌تپه
اسلام‌تپه روستایی در دهستان فراغی بخش مرکزی شهرستان ترکمن استان گلستان ایران است.

## جمعیت
بر پایه سرشماری عمومی نفوس و مسکن در سال ۱۳۹۵ جمعیت این مکان ۱٬۱۱۹ نفر (۲۶۷خانوار) بوده‌است.